# اریون نایتون
اریون نایتون (انگلیسی: Erriyon Knighton؛ زادهٔ ۲۹ ژانویهٔ ۲۰۰۴) دونده اهل ایالات متحده آمریکا است.